# Vaggerydsbanan
Vaggerydsbanan är en enkelspårig järnvägssträcka mellan Vaggeryd och Jönköping. Den är oelektrifierad (så när som på den nordligaste delen mellan Jönköping C och Jönköpings godsbangård).

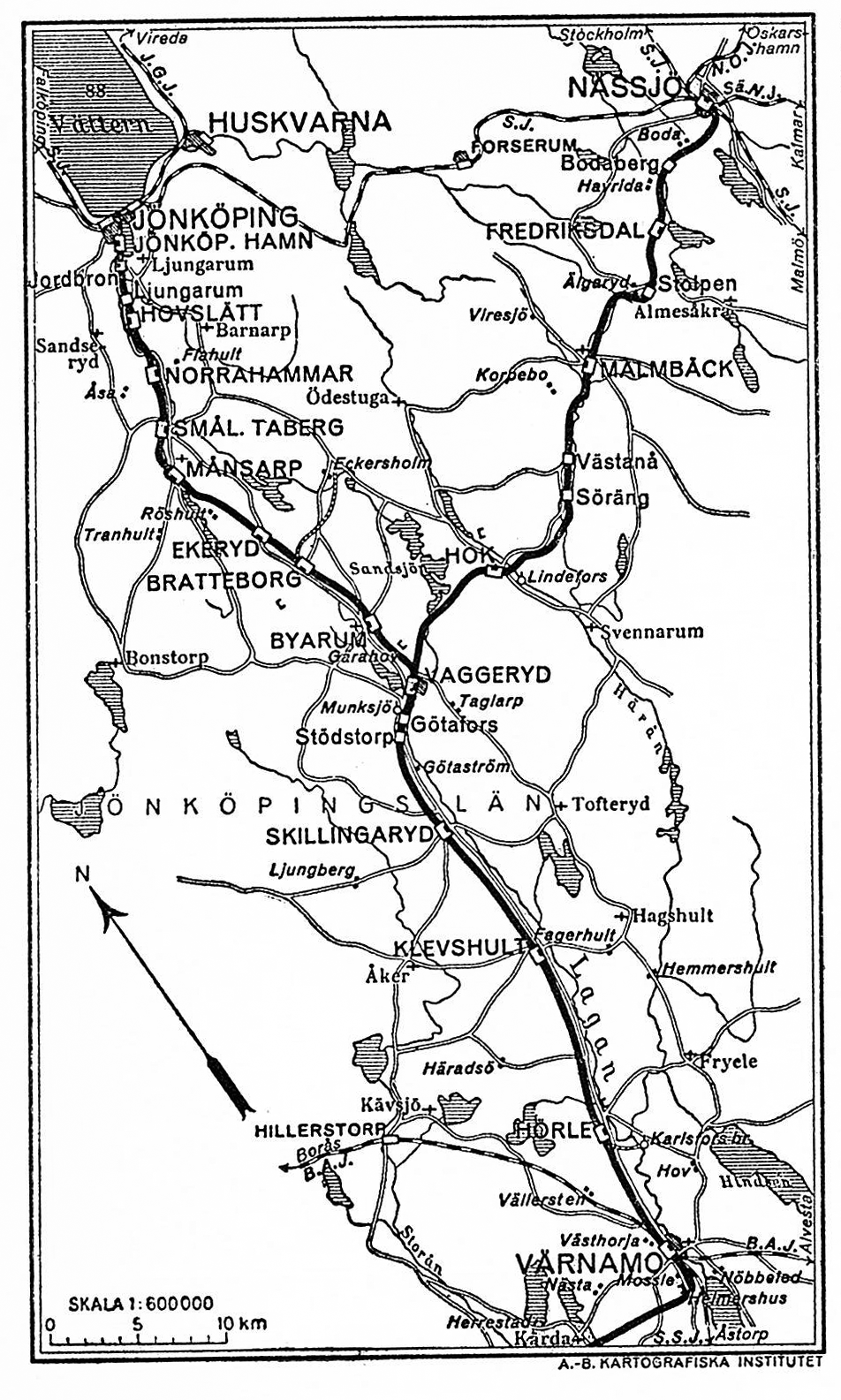
HNJ Sträckan-Värnamo-Jönköping/Nässjö. Karta 1926

Banan byggdes av Halmstad-Nässjö Järnvägar och går genom den delvis smala dal som Tabergsån bildar och som till stor del har en sammanhängande bebyggelse från Jönköping till Norrahammar, Taberg och Månsarp. Sträckningen i Jönköping gick ursprungligen till slutstationen Jönköpings hamnstation på en bana utmed Munksjöns västra strand. Den har senare lagts om till den tidigare Ulricehamnsbanans banvall i en sväng runt Rocksjön för att sluta på Jönköpings centralstation.
Sträckan har en livlig persontrafik och på den norra delen en relativt stor godstrafik till Torsviks industriområde (vid E4) som nås via det industrispår, som viker av vid Hustomten söder om Månsarp.
Persontågen körs av SJ på uppdrag av Jönköpings länstrafik under varumärket Krösatågen. De flesta av turerna går till/från Värnamo. 
Hållplatserna i Ekeryd, Bratteborg och Byarum i Vaggeryds kommun är indragna sedan 2010.
Det planeras att elektrifiera bansträckan mellan Vaggeryd och Byarum och att bygga en ny sträcka mellan Byarum och Tenhult.